# 骨咄
骨咄，《大唐西域记》作珂咄罗国，《新唐书·西域传》作骨咄，《册府元龟》作骨吐，《隋书》作诃咄，《新唐书·地理志》作骨咄施，伊斯塔赫里及波斯佚名作者《世界疆域志》作khuttalan。唐代史书中记载的中亚国名。
骨咄国即今塔吉克斯坦杜尚别东南，苏尔霍勃河与瓦赫什河以东和噴赤河以西以北地区。其国方圆千里，国都在思助建城（施沃沙城、沃沙城），即今杜尚别东南125公里之哈特隆州库拉勃。骨咄国出良马，有四大盐山，出乌盐、白盐、红盐。615年（大业十一年），向隋朝遣使贡献。661年（龙朔元年），归附唐朝，唐朝在其都城置高附都督府，隶属于安西都护府。729年（开元十年），其王俟斤遣子骨都施（骨咄施）来朝。733年（开元二十一年），国王颉利发献女乐，又遣大首领多博勒达干朝贡。752年（天宝十一载），唐玄宗册封其王罗全节为叶护。